# Naučná stezka Skupice – Huslík
Naučná stezka Skupice – Huslík, nazývaná také naučná stezka Skupice, je okružní naučná stezka v části Poděbrady III v Poděbradech.

## Historie a popis
Stezka vede od okraje Poděbrad z místa nad zdymadlem (u občerstvení U Lupiče) podél Labe a Primátorských ostrovů až k soutoku řek Cidlina a Labe. Pak se vrací vnitrozemním lužním lesem podél osady Huslík a labského slepého ramene Skupice, golfového areálu, přes sady S. K. Neumanna a Kostelní předměstí zpět do Poděbrad. Stezka, která má délku 7,5 km, byla postavena v roce 2006 a je zaměřena na místní faunu, flóru, vodstvo, historii, techniku a osobnosti. Trasa vede převážně po asfaltové silnici a krátký úsek podél Skupice po lesní stezce. Převýšení je minimální. Okruh má 10 zastavení s informačními panely. Na trase stezky jsou také památné stromy Topol u Skupice, Lipová alej, Zádušní dub a přírodní památka Louky u Choťánek, pomník s bustou Stanislava Kostky Neumanna aj. Vede zčásti po starší a zaniklé naučné stezce Skupice – Labe. Zřizovatelem stezky je Polabské ekocentrum ČSOP.

### Informační panely
1. Labe
2. Památné stromy
3. Ekosystém les
4. Život na labském břehu
5. Život v lužním lese
6. Soutok Labe a Cidliny
7. Voda v lužním lese
8. Slavonské duby
9. Čábelna
10. Skupice

## Další informace
Stezka je celoročně volně přístupná a navazuje na další trasy např. naučná stezka Libice, Labská cyklotrasa (2) a EuroVelo 4.

## Galerie

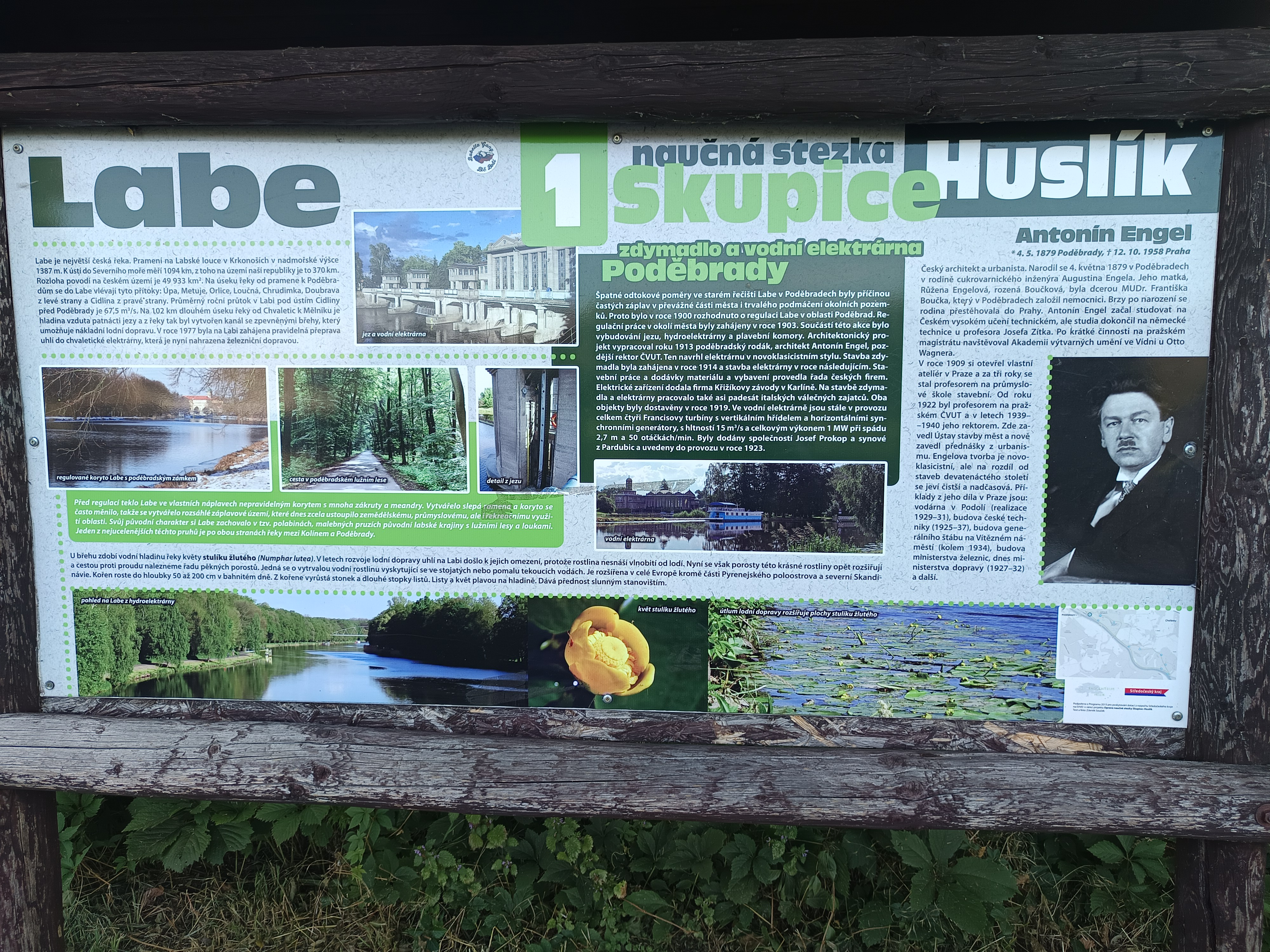
Informační panel na 1. zastavení
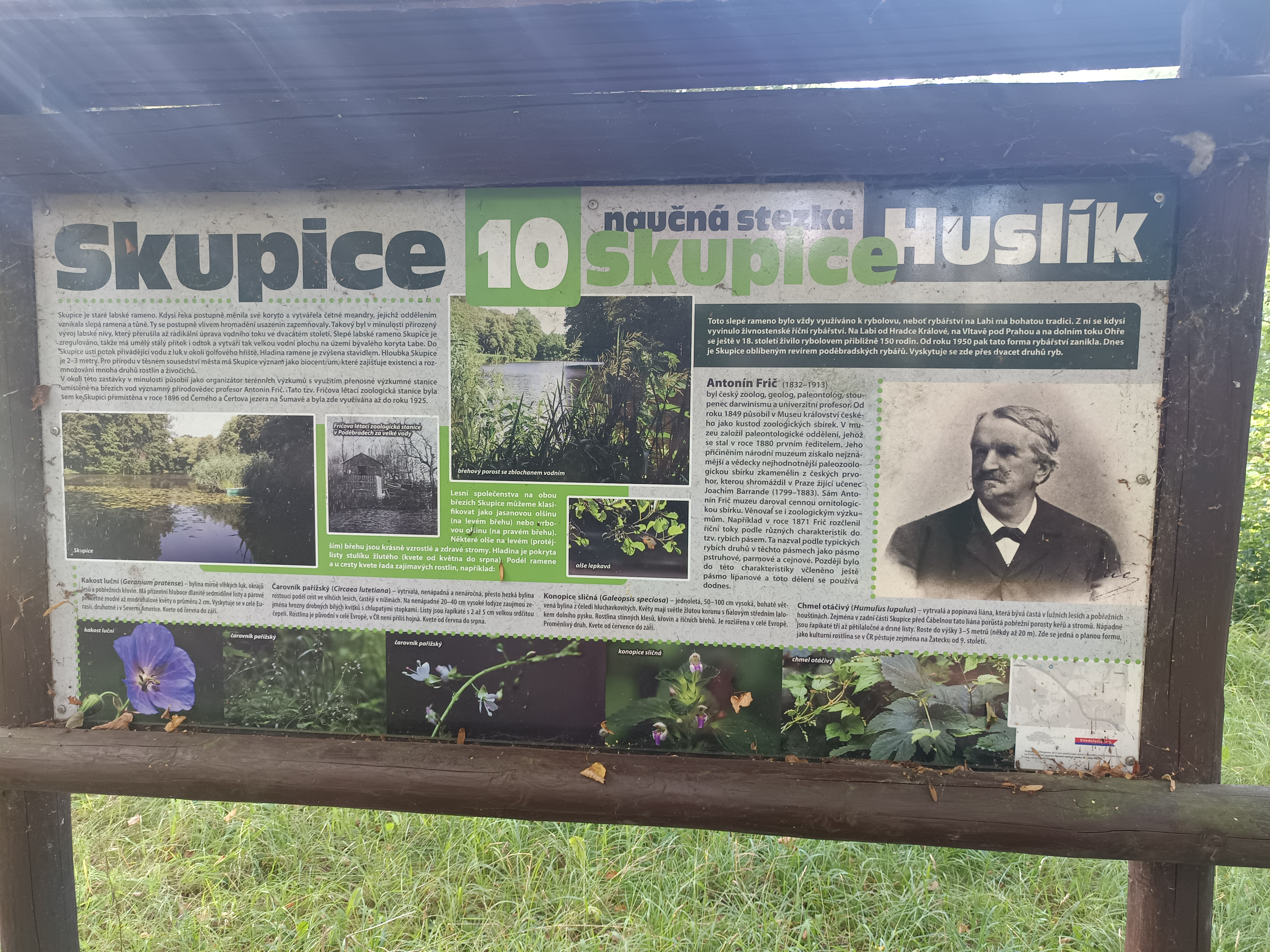
Informační panel na 10. zastavení
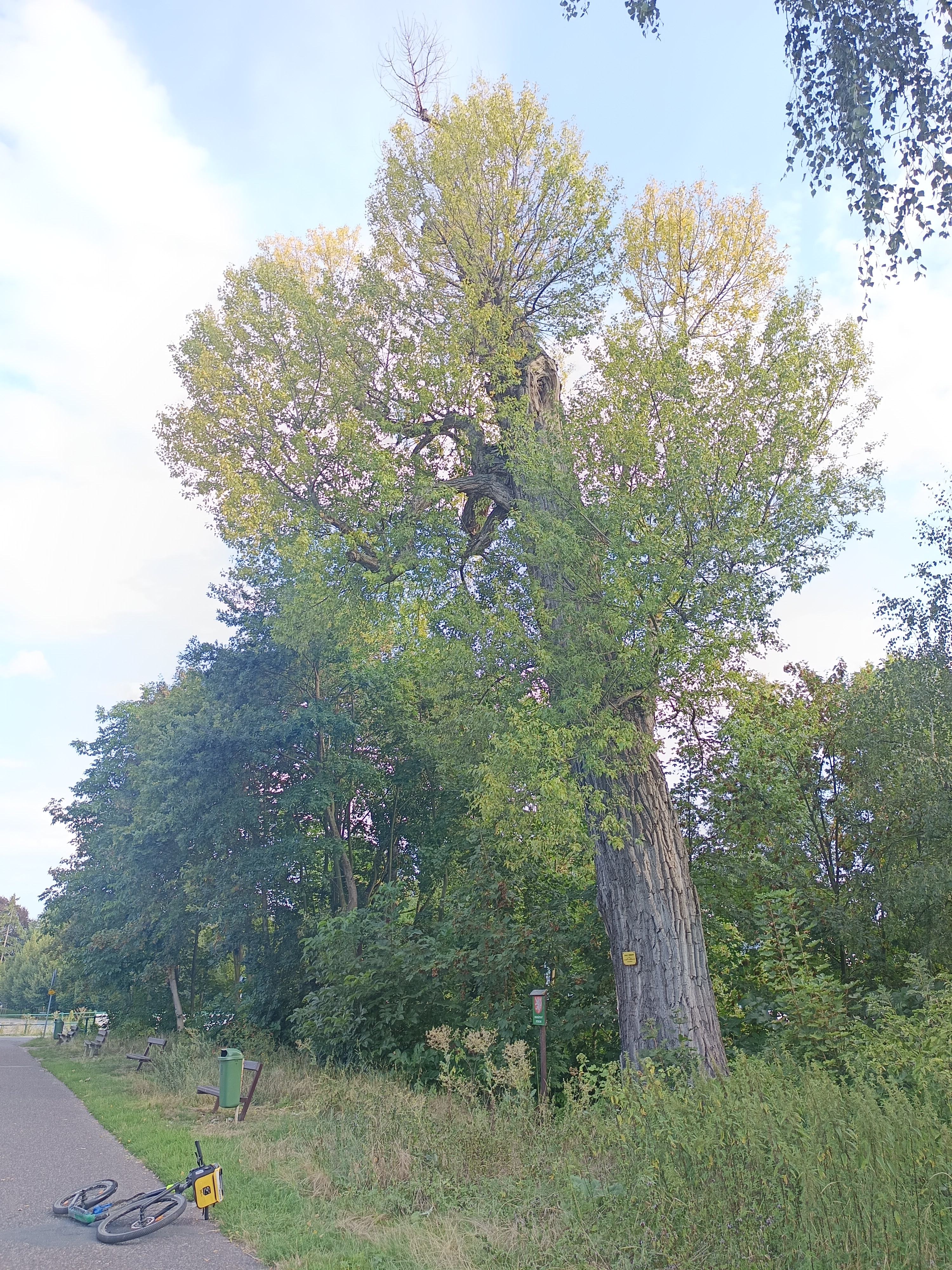
Topol u Skupice
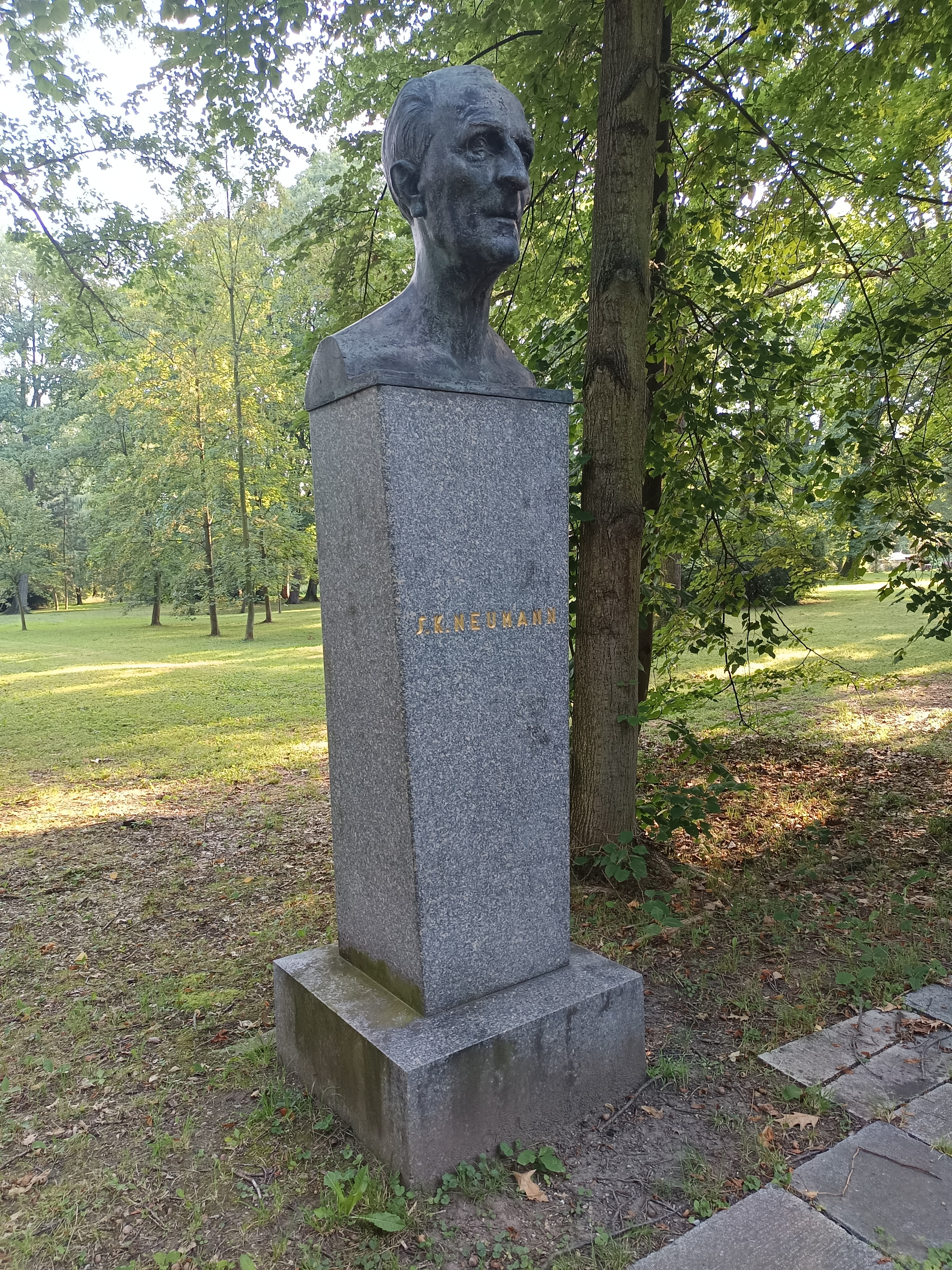
Pomník s bustou Stanislava Kostky Neumanna